# Euploea deheerii
Euploea deheerii är en fjärilsart som beskrevs av William Doherty 1891. Euploea deheerii ingår i släktet Euploea och familjen praktfjärilar. Inga underarter finns listade i Catalogue of Life.